# Unruhen in Duschanbe im Februar 1990

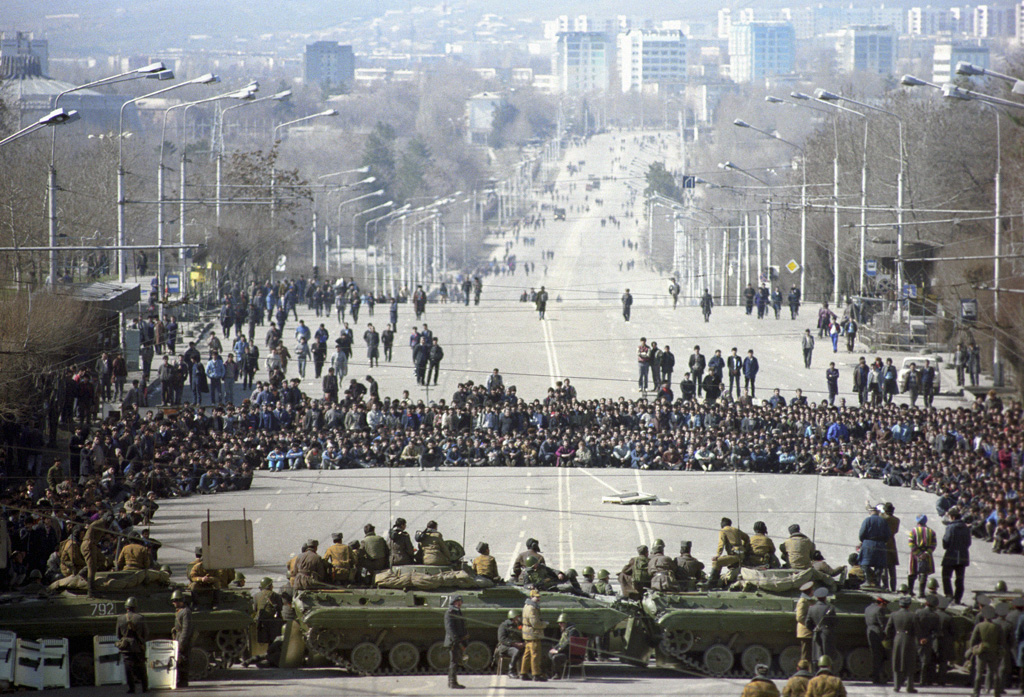
Duschanbe im Februar 1990

Die Unruhen in Duschanbe im Februar 1990 waren eine Reihe von antiarmenischen und regierungsfeindlichen Unruhen und gewalttätigen Protesten in Duschanbe, der Hauptstadt der Tadschikischen SSR. Sie waren ein erstes Anzeichen für den tadschikischen Bürgerkrieg ab 1991. Im Laufe der Unruhen kamen 22 Menschen ums Leben, 565 wurden verletzt.

## Ablauf
Hintergrund der Unruhen war die kurzzeitige Ansiedlung einiger armenischer Flüchtlinge aus Aserbaidschan in Tadschikistan. Die sowjetische Regierung hatte nach mehreren gewalttätigen anti-armenischen Ausschreitungen in Aserbaidschan (dem Pogrom in Sumgait, dem Pogrom in Kirowabad, sowie dem Pogrom in Baku) die Umsiedlung von insgesamt 39 Armeniern zu Verwandten nach Duschanbe unterstützt.
In Duschanbe herrschte zu dieser Zeit Wohnungsknappheit, weshalb die Aufnahme von Flüchtlingen negativ von der Bevölkerung aufgenommen wurde. Es machten sich bald Gerüchte breit, die sowjetische Regierung plane die Umsiedlung von mehreren tausend Armeniern nach Tadschikistan. Tatsächlich hatten die Armenier nur kurzzeitig bei Verwandten in Duschanbe gelebt und hatten Tadschikistan bereits wieder in Richtung Armenien verlassen. Außerdem herrschte bei großen Teilen der Bevölkerung eine allgemeine Unzufriedenheit mit der Sowjetunion im Allgemeinen, die Anfang 1990 bereits starke Auflösungserscheinungen zeigte.
Obwohl Qahhor Mahkamow, der damalige Erste Sekretär der KPdSU in Tadschikistan, erklärte, dass es keine dauerhaften Umsiedlungen von Armeniern gab, wurde dies von den meisten Demonstranten zurückgewiesen.

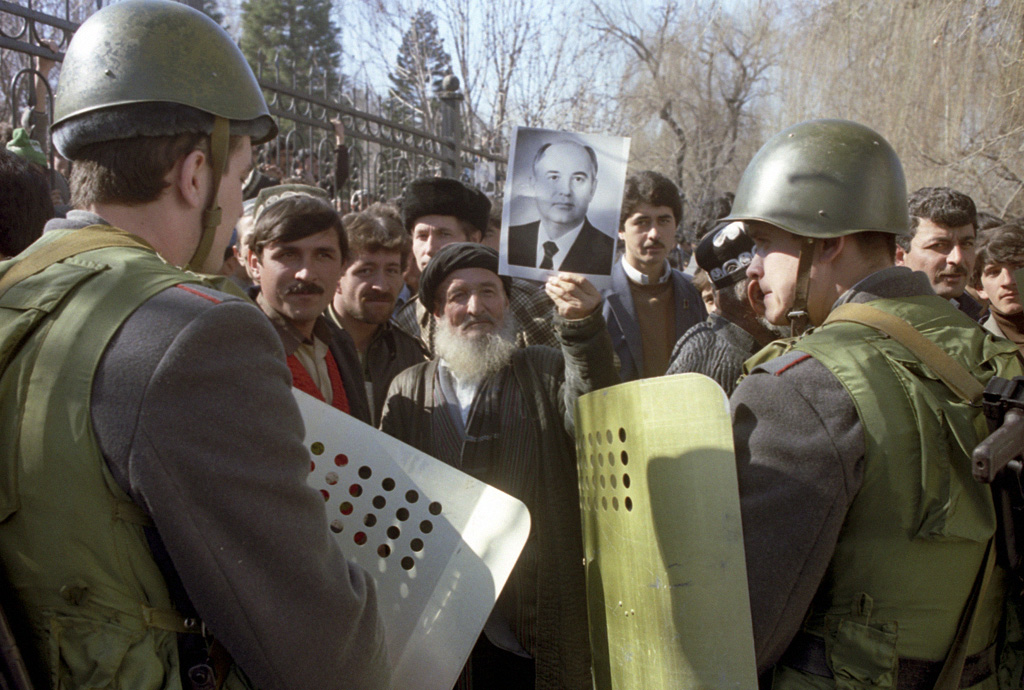
Ein Demonstrant hält ein Porträt von Michail Gorbatschow hoch

Erste größere Proteste gab es am 11. Februar, als sich tausende Demonstranten vor Regierungsgebäuden sammelten. Es gelang nicht die Protestierenden zu beruhigen. Am nächsten Tag verstärkten sich die Proteste, Demonstranten skandierten Parolen wie „Nieder mit Machkamow!“ oder „Nieder mit den Armeniern!“. Auch nationalistische Bewegungen mobilisierten ihre Anhänger, so dass die Stimmung weiter aufgeheizt wurde. Am Abend wurden Geschäfte angezündet, der Ausnahmezustand wurde schließlich ausgerufen.
Am 13. Februar stellten alle öffentlichen Einrichtungen ihre Arbeit ein und fast alle Läden blieben geschlossen. Gewalttätige Demonstranten griffen auch gezielt Armenier und Angehörige der russischsprachigen Bevölkerungsgruppen an, darunter neben Russen auch Ukrainer, Sowjetkoreaner, Russlanddeutsche, Tataren und Juden. Auch tadschikische Frauen in westlicher Kleidung waren teilweise offenen Anfeindungen ausgesetzt.
Die Unruhen konnten erst von der Roten Armee beendet werden, um deren Hilfe Qahhor Mahkamow gebeten hatte. Am 14. Februar traten Machkamow und Premierminister Esatollo Chajejew zurück. Es wurde zeitweise eine Ausgangssperre verhängt und 5.000 Soldaten zur Beruhigung der Lage eingesetzt. Großdemonstrationen fanden auch noch einige Tage später statt. Insgesamt kamen 22 Menschen ums Leben, 565 wurden verletzt.